# Padangdangan
Padangdangan is een bestuurslaag in het regentschap Sumenep van de provincie Oost-Java, Indonesië. Padangdangan telt 2775 inwoners (volkstelling 2010).